# Škoda Kamiq
A Škoda Kamiq nevet Škoda Auto két típusa is viseli, az egyik egy, a márka kizárólag legnagyobb piacára, a kínaira gyártott SUV (a márka saját meghatározása szerint crossover), amely 2018-ban jelent meg. A másik típus egy Európában 2019 szeptemberében bevezetett crossover SUV.

## Kína

### Vision X
A Škoda leendő legkisebb utcai terepjárója kezdetben Vision X néven volt ismert a 2018-as Genfi Autókiállításon. A vállalatcsoport többi márkájával közel egy időben jelent meg a Škoda ilyen méretű szabadidő-autója: a Vision X bemutatásakor a Volkswagen T-Cross és a SEAT Arona már ismertek voltak. A Vision X külsőre is több dologban az Aronára hagyatkozott, ugyanakkor a márka korábbi SUVjaira (Kodiaq, Karoq) is hasonlított. Egyliteres benzin- és 1,6 literes dízelmotorokkal tervezték piacra dobni. Európai, a kínai Kamiqtól eltérő változata 2019 szeptemberében érkezett meg a kereskedésekbe.

### Bemutató
A későbbi Kamiqot először Model Q néven emlegették. A Pekingi Autókiállításon mutatták be 2018. április 25-én. Forgalmazását csak néhány hónap múlva kezdik el.

### Műszaki adatok
A Pekingben bemutatott példány motorja 110 lóerős, 1,5 literes benzinüzemű, 150 Nm maximális nyomatékkal. Mérete nem sorolható be egyértelműen, a kompakt SUVnak számító Atecánál hosszabb, ugyanakkor tengelytávja rövidebb.